# 布隆西克
46°51′48″N 30°26′28″E / 46.86333°N 30.44111°E
布隆斯凱（烏克蘭語：Блонське）是位於烏克蘭西南部的村莊，由敖德萨州贝雷济夫卡区的伊萬尼夫卡市鎮負責管轄。該村始建於1964年，面積0.19平方公里，海拔高度49米，2001年人口165，人口密度每平方公里859.38人。